# Giuseppe Busso
Giuseppe Busso, född 27 april 1913 i Turin, död 3 januari 2006 i Arese, var en italiensk ingenjör och bilkonstruktör.
Efter examen från Politecnico di Milano och avslutad militärtjänst anställdes Busso 1937 vid Fiats flygmotoravdelning. I januari 1939 flyttade han till Alfa Romeo där han arbetade med racerbilsmotorer under ledning av Orazio Satta Puliga.
1946 blev han teknisk direktör för Ferrari och deltog bland annat i utvecklingen av Gioacchino Colombos V12-motor. Busso var tillbaka hos Alfa Romeo 1948 och arbetade där till 1977. Här deltog han i utvecklingen av modeller som 1900, Giulietta, Giulia och Alfetta.
Busso var ansvarig för Alfa Romeos klassiska fyrcylindriga Twin Cam-motor som introducerades med Giuliettan, men hans namn kopplas oftast till den V6-motor, även känd som Busso-motorn, som introducerades 1979 med Alfa 6.